# Ninigret

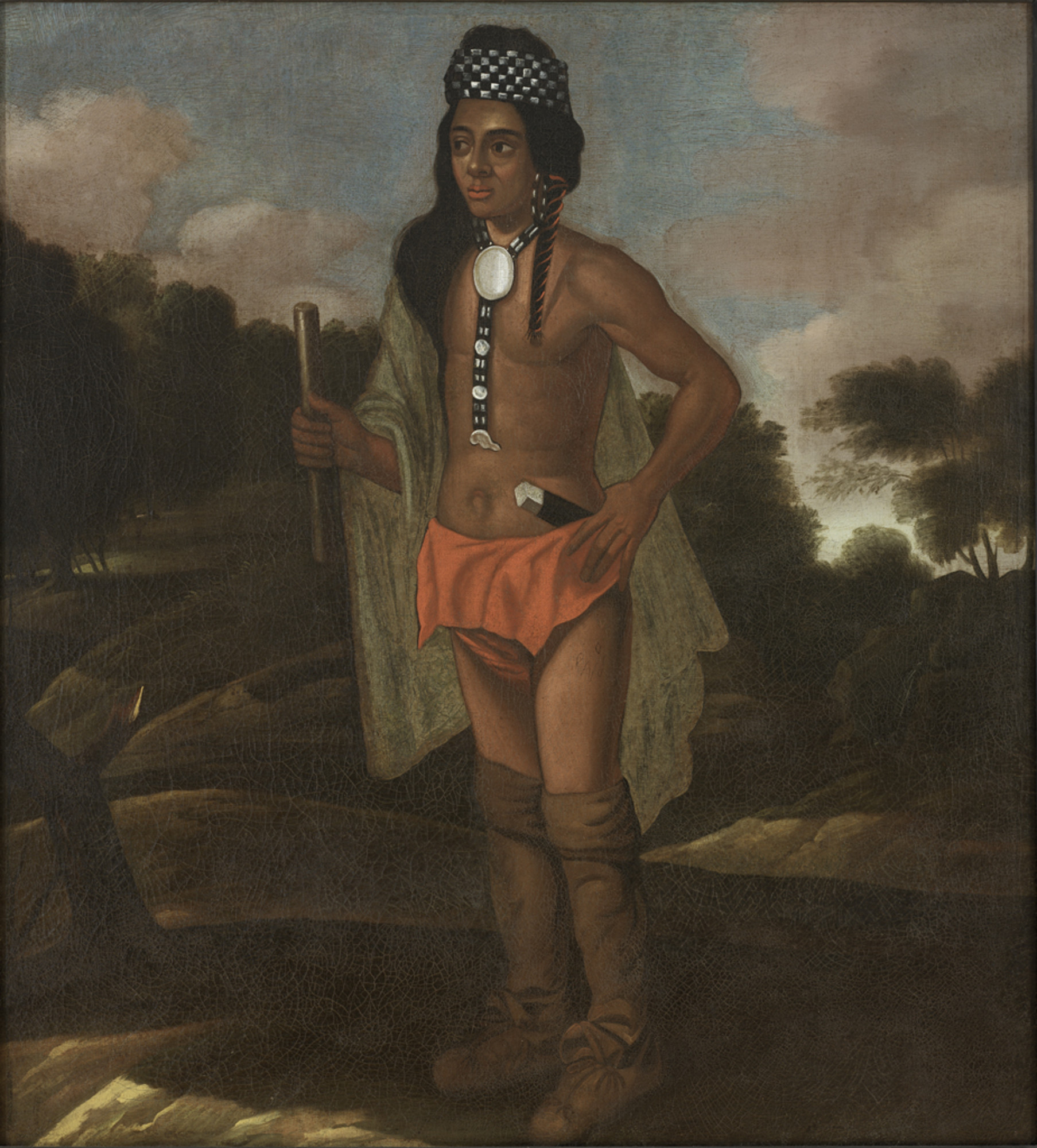
Sachem Ninigret II im Jahr 1681

Ninigret (* um 1610; † um 1677), auch bekannt als Juanemo, war ein Sachem der östlichen Niantic. Er verbündete sich 1637 im Pequot-Krieg mit den Engländern und den Narraganset gegen die Pequot. Im King-Philipp-Krieg 1676 dagegen blieb er neutral. Seine Schwester Quaiapen vermählte er mit Mriksah, dem Sohn des Sachems der Narraganset Canonicus.
Im Jahr 1667 veräußerte er große Landflächen seines Stammes an englische Siedler.

## Nachfolge
Seine Tochter folgte ihm als Häuptling nach. Diese wurde von ihrem Halbbruder Ninigret dem Jüngeren abgelöst, der ebenfalls 1709 große Teile des Landes der Niantic verkaufte und vermutlich 1722 starb. Er hatte zwei Söhne Charles Augustus und George. Charles Augustus starb kurz nach seinem Vater und hinterließ einen Sohn, der nur von Teilen des Stammes als Sachem anerkannt wurde, während die restlichen Stammesmitglieder dessen Onkel George als Häuptling akzeptierten. Ab 1735 regierte dieser dann über den gesamten Stamm. Nachfolger wurde 1746 sein Sohn Thomas Ninigret. 